# Френска колонизация на Тексас
Форт Сен Луи е френска колония, основана през 1685 г. в днешен Тексас близо до р. Ареноса и залива Матагорда Бей от изследователя Рене Робер дьо Ла Сал. Той възнамерявал да основе колонията в устието на река Мисисипи, но неточни карти и навигационни грешки принуждават корабите му да хвърлят котва на 650 км на запад до брега на Тексас. Колонията оцелява до 1688 г. Днешното селище Инез е по-късно развито там.
Колонията се изправя пред множество трудности през краткото си съществуване, включително враждебни индианци, епидемии и сурови условия. От тази база Ла Сал води няколко експедиции да намери река Мисисипи, но не успява. Той обаче изследва голяма част от река Рио Гранде и части от източен Тексас. По време на едно от неговите отсъствия през 1686 г. последният кораб на колонията крушира, което отнема възможността на колонистите да получават припаси от френските колонии в Карибско море. С влошаването на условията Ла Сал осъзнава, че колонията може да оцелее само спомощта на френските селища в Илинойската земя на север, по течението на реките Мисисипи и Илинойс. Последната му експедиция свършва по река Бразос в началото на 1687 г., когато той и петима от мъжете му са убити по време на метеж.
Тази френска колонизация позволява на САЩ да предавят права за региона като част от Покупката на Луизиана.